# Schweigerose
Unter dem Begriff „Schweigerose“ versteht man eine stilisierte Rose, die häufig an der Wand eines Rittersaales zu finden ist. Sie symbolisierte das Versprechen, dass das gesprochene Wort den Raum nicht verlassen werde.

## Hintergrund
In der Antike war die Rose Symbol der Verschwiegenheit und der Liebe. Ursprünglich stammt dieses Gleichnis aus der Mythologie und der Religion. Eine geschlossene Blüte galt als Symbol für ein göttliches Geheimnis. Beispiel: Das Venuskind Cupido schenkte dem Gott des Schweigens eine Rose, damit dieser Stillschweigen über das Treiben seiner Mutter bewahre.
Es findet sich neben besagten Rittersälen auch hin und wieder in Klöstern, über Beichtstühlen oder in Sitzungszimmern. Eine erhaltene Schweigerose in einem Rittersaal befindet sich in der Burg Eltz bei Münstermaifeld.
Häufig ist das Rosensymbol auch auf mittelalterlichen Gebrauchsgegenständen wie Besteck, Krügen und Bechern anzutreffen. Hieraus wird abgeleitet, dass ein Gast über die im Haus gesprochenen Worte Stillschweigen zu wahren habe.
Die Schweigerose wird auch für die Herleitung der lateinischen Redewendung „sub rosa“' bzw. der deutschen Entsprechung „unter der Rose“ (mit der Bedeutung „unter dem Siegel der Verschwiegenheit“) herangezogen.